# SummuS Render
SummuS Render es una empresa tecnológica ubicada en Madrid, especializada en el procesamiento de cómputo masivo, en particular el renderizado 3D en sectores de animación, arquitectura o ingeniería.

## Descripción
La empresa fue fundada en 2008 y desde entonces ha prestado servicios de posproducción a largometrajes de animación ganadores del premio Goya como Las Aventuras de Tadeo Jones (2012), Futbolín (2013), Atrapa la Bandera (2015), así como los cortometrajes Blue & Malone, Detectives Imaginarios (2013), nominado a un Goya, y el corto de terror La Noria (2015), dirigido por Carlos Baena, antiguo animador de Pixar y Paramount Animation.
Su centro de cómputo ha sido galardonado con los premios Data Center Market 2013 y DatacenterDynamics 2014.
Junto a otras empresas del sector tecnológico y la Comunidad de Madrid, ha sido el impulsor de SUMMA3D, el primer concurso de cortos de animación 3D de España.